# Mathis Emy 4
 (juin 2023).
Si vous disposez d'ouvrages ou d'articles de référence ou si vous connaissez des sites web de qualité traitant du thème abordé ici, merci de compléter l'article en donnant les références utiles à sa vérifiabilité et en les liant à la section « Notes et références ».
 (juin 2023).
La mise en forme du texte ne suit pas les recommandations de Wikipédia : il faut le « wikifier ».
Les points d'amélioration suivants sont les cas les plus fréquents :
- Les titres sont pré-formatés par le logiciel. Ils ne sont ni en capitales, ni en gras.
- Le texte ne doit pas être écrit en capitales (les noms de famille non plus), ni en gras, ni en italique, ni en « petit »…
- Le gras n'est utilisé que pour surligner le titre de l'article dans l'introduction, une seule fois.
- L'italique est rarement utilisé : mots en langue étrangère, titres d'œuvres, noms de bateaux, etc.
- Les citations ne sont pas en italique mais en corps de texte normal. Elles sont entourées par des guillemets français : « et ».
- Les listes à puces sont à éviter, des paragraphes rédigés étant largement préférés. Les tableaux sont à réserver à la présentation de données structurées (résultats, etc.).
- Les appels de note de bas de page (petits chiffres en exposant, introduits par l'outil «  Source ») sont à placer entre la fin de phrase et le point final[comme ça].
- Les liens internes (vers d'autres articles de Wikipédia) sont à choisir avec parcimonie. Créez des liens vers des articles approfondissant le sujet. Les termes génériques sans rapport avec le sujet sont à éviter, ainsi que les répétitions de liens vers un même terme.
- Les liens externes sont à placer uniquement dans une section « Liens externes », à la fin de l'article. Ces liens sont à choisir avec parcimonie suivant les règles définies. Si un lien sert de source à l'article, son insertion dans le texte est à faire par les notes de bas de page.
- La présentation des références doit suivre les conventions bibliographiques. Il est recommandé d'utiliser les modèles {{Ouvrage}}, {{Chapitre}}, {{Article}}, {{Lien web}} et/ou {{Bibliographie}}. Le mode d'édition visuel peut mettre en forme automatiquement les références.
- Insérer une infobox (cadre d'informations à droite) n'est pas obligatoire pour parachever la mise en page.

Pour une aide détaillée, merci de consulter Aide:Wikification.
Si vous pensez que ces points ont été résolus, vous pouvez retirer ce bandeau et améliorer la mise en forme d'un autre article.
La Mathis Emy-4 est une voiture de milieu de gamme produite, de 1932 à 1935, par le constructeur automobile français Mathis devenu, en 1936, Matford.

## Histoire

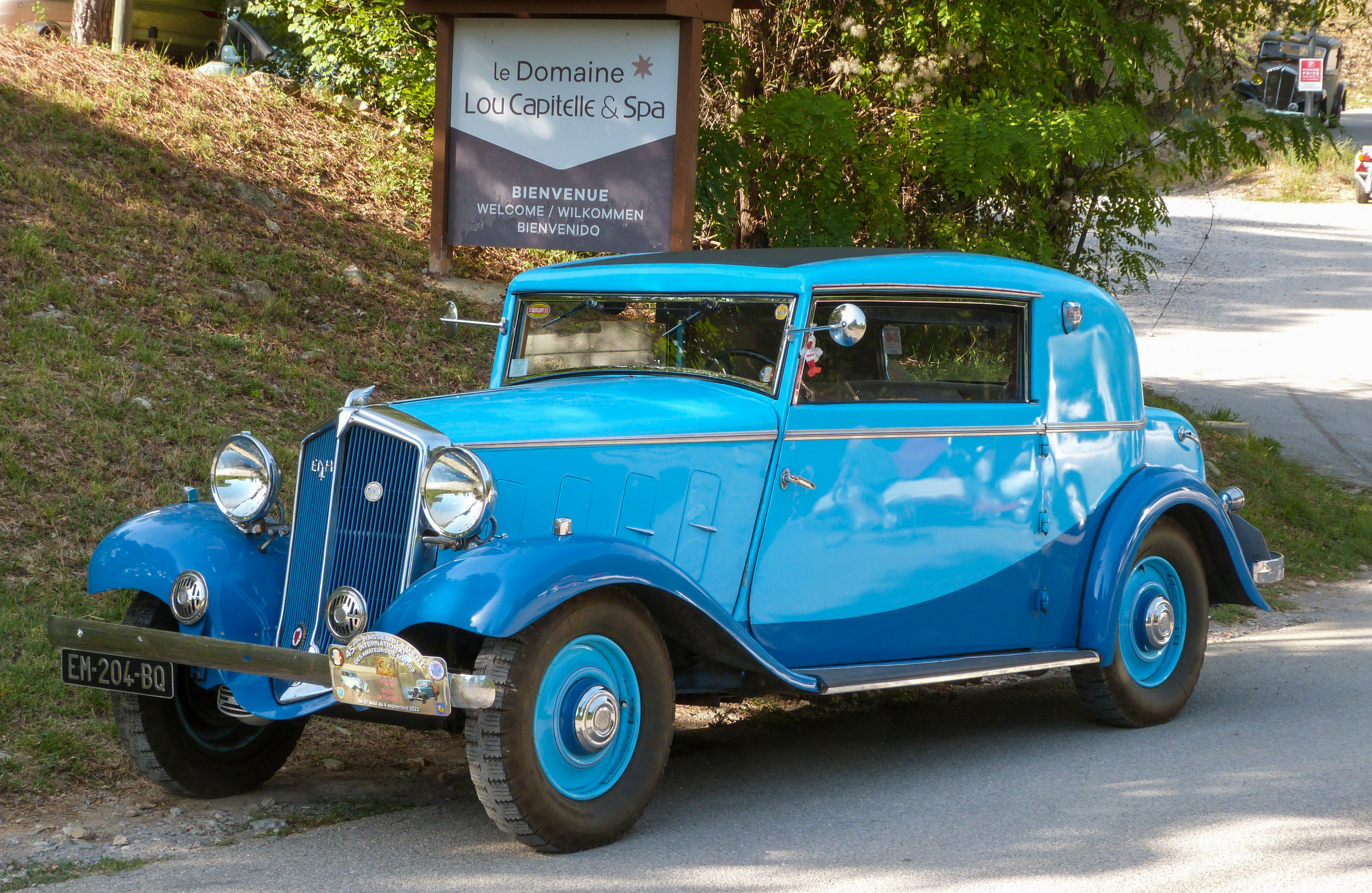
Mathis EMY4 au 45e rassemblement international des amateurs de Mathis à Vogüé (Ardèche) en 2023.

### Contexte historique
La dépression économique des années 1930/33, atteint la France et frappe durement l'entreprise Mathis. Son patron, Emile Mathis concentre la majeure partie de son activité sur le développement d'un nouveau modèle, la Emy-4 8 CV. Elle est présentée au Salon de l'automobile de Paris en octobre 1932 et commercialisée juste avant la réorganisation de l'entreprise. Elle a survécu à la fusion Mathis-Ford et porte même la marque Matford en 1935-1936.

### L'Emy-4
Le modèle Emy-4 a remplacé la Mathis Type QM, après l'arrêt de sa fabrication, en 1932. Présentée en octobre 1932, elle a dû lutter contre la concurrence de plus en plus féroce des Peugeot 301, Citroën Rosalie 8 CV et Renault Monaquatre. 
Au cours des quatre années de production, la Mathis Emy-4 a connu plusieurs évolutions.

#### 1reversion Emy-4 FNormale
La première version est la version Emy-4 F, disponible en berline, berline avec carrosserie aérodynamique et cabriolet. La vocation antisportive de cette première version était soulignée par son châssis séparé à longerons, d'un empattement assez long de 2735 mm. L' Emy-4 F était équipée d'un moteur Mathis 4 cylindres en ligne de 1445 cm³ avec soupapes latérales développant 32 ch SAE. La transmission utilisait un embrayage monodisque à sec et une boîte de vitesses à trois rapports. La suspension comprenait des essieux rigides à l'avant comme à l'arrière, avec des ressorts à lames longitudinales, une solution qui commençait déjà à l'époque, à être considérée obsolète, notamment pour le train avant.

#### 2eversion Emy-4 S

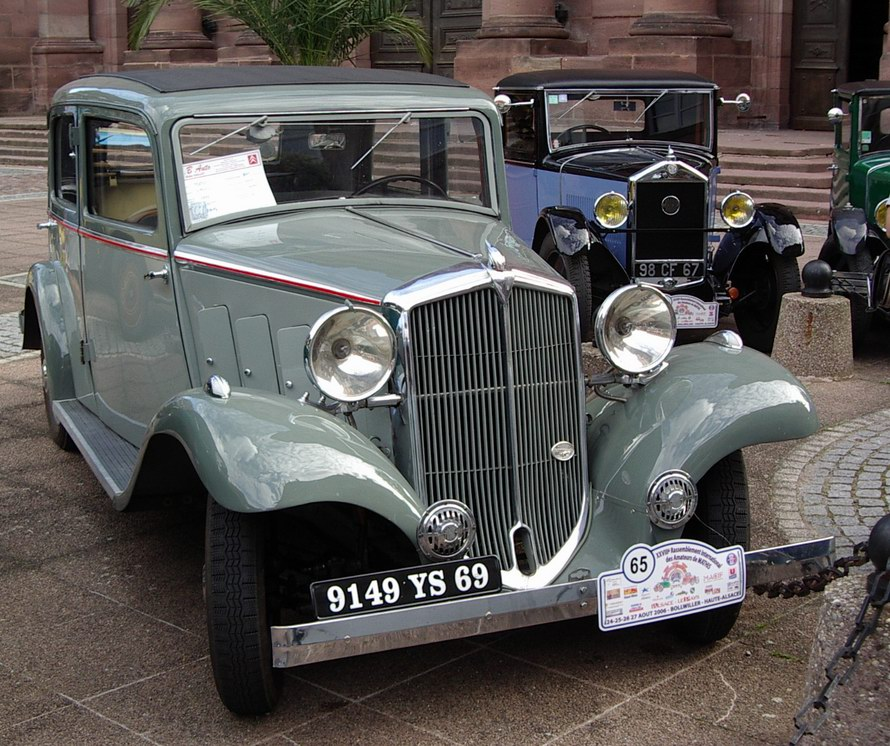
Emy-4 S.

L'Emy-4 F a été remplacée en fin d'année 1933 par l'Emy-4 S, plus sportive avec un châssis dont l'empattement était encore plus long, atteignant 2,80 mètres. Cette version était également proposée avec une carrosserie spider et coupé. Le modèle Emy-4 S était disponible avec le moteur de l'Emy-4 F ou un 4 cylindres de 1525 cm³ développant 39 ch. Certaines sources affirment qu'il y aurait eu également un moteur de 1,8 litre. Le reste de la mécanique reprend celle de la version précédente, à l'exception de l'architecture du train avant, cette fois avec des roues indépendantes. Le client pouvait choisir entre trois types de boîte de vitesses synchronisées avec ou sans roue libre à trois ou quatre rapports.

#### 3eversion Emy-4 Quadruplex
En 1934, Mathis présente l'Emy-4 Quadruflex, équipée d'une suspension à quatre roues indépendantes, équipée des moteurs de 1,4 et 1,5 litre de l'Emy-4 S. Le châssis a évolué mais a conservé le même empattement. 

#### 4eversion Emy-4 Légère
En toute fin d'année 1934, la dernière version de l'Emy-4, la Légère, est présentée. Elle bénéficie d'un châssis plus court dont l'empattement est ramené à 2420 mm. Le moteur est le traditionnel 1,5 litre déjà présent sur l'Emy-4 S et la Quadruflex.
En début d'année 1935, la gamme Emy-4 se compose des versions Emy-4 S et Légère. Ces versions bénéficient de quelques évolutions mécaniques dont la plus curieuse est la boîte de vitesses dont le nombre de rapports est réduit à trois au lieu de quatre. 
En milieu d'année 1935, les modèles Mathis Emy-4, ont été commercialisés sous la marque Matford, le nouveau nom de la société issue de la fusion entre Mathis et Ford SAF.
La production de l'Emy-4 est arrêtée en 1936 ; elle n'a pas de remplaçante, la marque Mathis ayant été intégrée dans Ford SAF en 1935 et radiée en 1940. Les modèles suivants portent la marque Matford jusqu'en 1940 puis Ford SAF jusqu'en décembre 1954.